# Gorice (Cres)
Gorice (648 m n. m.) je hora v severní části chorvatského ostrova Cres. Nachází se na území opčiny Cres v Přímořsko-gorskokotarské župě. Leží ve výrazném hřebeni 3,7 km jihovýchodně od osady Dragozetići a 13,9 km severo-severozápadně od města Cres. Na jihovýchodě sousedí s vrcholem Sis (639 m). Gorice je nejvyšší horou ostrova a druhou nejvyšší horou chorvatských ostrovů. Vrchol poskytuje daleké výhledy na celý ostrov a na pohoří Učka na Istrijském poloostrově.
Výstup na vrchol lze uskutečnit ze silničního sedla Križič (asi 2 h).